# Carlos Cuéllar
Carlos Javier Cuéllar Jiménez (Madrid, 23 agosto 1981) è un ex calciatore spagnolo, di ruolo difensore.

## Carriera
Cuéllar muove i suoi primi passi calcistici ad un certo livello nel Numancia, dopo aver giocato nel Calahorra. Dopo due stagioni al Numancia, viene ingaggiato da un club della Primera División, l'Osasuna. Nel club di Pamplona rimane per quattro stagioni, diventando titolare fisso al centro della difesa.
Il 15 giugno 2007 firma con i Rangers Glasgow, club della SPL. Il suo trasferimento è costato al club scozzese 2,37 milioni di sterline. In seguito è divenuto titolare al centro della difesa dei Protestanti di Glasgow. Ha indossato la casacca numero 24 ed è anche andato a segno per due volte nel campionato 2007-2008, contro Gretna e Inverness.
Il 12 agosto 2008 ha firmato per l'Aston Villa. Il 2 luglio 2012 firma un contratto biennale con il Sunderland, da cui successivamente passa al Norwich City, all'Almeria e al Maccabi Petah Tiqwa.

## Palmarès

### Club
- Coppa di Scozia: 1

Rangers: 2007-2008
- Coppa di Lega scozzese: 1

Rangers: 2007-2008
- Coppa d'Israele: 1

Bnei Yehuda: 2018-2019

### Individuale
- Giocatore dell'anno della SFWA: 1

2008